# لجب

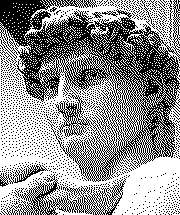
صورة بتدرج الرمادي ممثلة بمساحة 1 بت بالأبيض والأسود بوساطة استرجاف

اللجَب (بالإنجليزية: dither)‏ هو شكل مطبق عن قصد من ضجيج يستخدم في التوزيع العشوائي لخطأ التكمية، مما يمنع الأنماط واسعة النطاق مثل النطاقات اللونية في الصور. يتم استخدام اللجب بشكل روتيني في معالجة بيانات الصوت والفيديو الرقمية، وغالبًا ما تكون إحدى المراحل الأخيرة من مسترة ونقل الصوت على قرص مضغوط .
الاستخدام الشائع للجب هو تحويل صورة ذات تدرج رمادي إلى أبيض وأسود، بحيث تقارب كثافة النقاط السوداء في الصورة الجديدة متوسط مستوى الرمادي في الصورة الأصلية.